# Trichoniscus chasmatophilus
Trichoniscus chasmatophilus is een pissebed uit de familie Trichoniscidae. De wetenschappelijke naam van de soort is voor het eerst geldig gepubliceerd in 1937 door Hans Strouhal.